# 灣岸幕張停車區
灣岸幕張停车区（平假名：わんがんまくはりパーキングエリア）位於日本千葉縣千葉市美濱區，是東關東自動車道之停车区。

## 連接道路
- 東關東自動車道

## 历史
- 1982年4月27日 - 東關東自動車道市川JCT至宮野木JCT開通。此停车区也同時啟用。

## 停车区設施
- 上行線（東京方向）
  - 停車場
    - 小型車：64台
    - 大型車：42台
    - 傷殘人士車位：1台

  - 廁所
    - 男士 大6（和式2、西式4）小20
    - 女士 22（和式10、西式12）
      - 與男童共用 4

    - 輪椅人士使用 1

  - 小食販賣（5:00-23:00）
  - 購物中心（5:00-23:00）
  - 自動售賣機
- 下行線（成田、潮來方向）
  - 停車場
    - 小型車：72台
    - 大型車：47台
    - 傷殘人士車位：1台

  - 廁所
    - 男士 大6（和式2、西式4）小20
    - 女士 22（和式10、西式12）
      - 與男童共用 4

    - 輪椅人士使用 1

  - 小食販賣（5:00-23:00）
  - 購物中心（5:00-23:00）
  - Take out角（10:00-20:00）
  - 星巴克（7:00-22:00）
  - 彩票販賣（8:00-17:00）
  - 自動售賣機

## 鄰近設施
東關東自動車道
(3)灣岸習志野IC - 習志野TB - 灣岸幕張停车区 - (4)灣岸千葉IC

## 相關項目
- 日本服務區與休息區列表

## 外部連結
- 東日本高速道路株式會社 （页面存档备份，存于）
  - e-NEXCO服務區與休息區情報